# Флоуборд

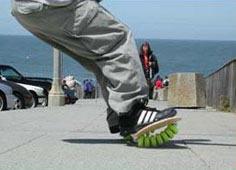
Флоуборд в действии

Флоуборд (англ. Flowboard — «струящаяся доска») — разновидность скейтборда на 14 колёсах. Флоуборд часто называют «асфальтовым сноубордом» из-за схожего с ним управления. Дека флоуборда также имеет схожую со сноубордом форму и ширину. Главным отличительным качеством является использование большего угла наклона.

## История флоуборда
В 1993 году в Калифорнии Майк Симониан и Питер Шоутен начали разрабатывать новую концепцию скейтборда. Необходимость разработки заключалась в том, чтобы обеспечить такое же поведение новой доски на асфальте, как поведение доски для сноуборда на снегу. Скейтборд допускает отклонение райдера от вертикальной оси всего на несколько градусов, после чего специальные подкладки в подвеске скейтборда оказывают сопротивление наклону. Два изобретателя искали решение при котором райдер может при катании плавно отклоняться из стороны в сторону на экстремальные углы без сопротивления наклону со стороны доски. Уже через год в гараже у Майка появился первый прототип флоуборда, а в 1998 году первые модели стали появляться в магазинах.
В 2003 году Майк Керн, один из крупнейших дистрибьюторов флоубордов, покупает Flowlab LLC и открывает новую штаб-квартиру компании в Лонг-Бич, Калифорния. Под его чутким руководством количество флоубордов в спортивных магазинах растет, подписываются контракты на распространение с такими большими сетями, как Big 5 и Chick’s Sporting Goods.
В 2005 году компания заключает эксклюзивное дистрибьюторское соглашение с Kryptonics, лидером производства колес для скейтбордов с 1965 года, тем самым укрепляя свои позиции на рынке спортивных товаров.
Первые спортивные соревнования флоубордеров «Flowboarder X» прошли осенью 2005 года.

## Особенности флоуборда
Доска флоубордов бывает шириной в 9,25 и 10 дюймов. Такой широкой (относительно скейтборда) она сделана для улучшения контроля при повороте. Когда ступня райдера полностью находится на доске, повышается управляемость доской и появляется возможность круче поворачивать.

## Преимущества
- Главным отличительным качеством флоуборда является возможность использования большого угла наклона при поворотах. Флоуборд способен наклоняться до 45° (обычный скейтборд — до 25°). Такая вёрткость позволяет поворачивать с радиусом гораздо меньшим, чем на скейтборде.
- Несмотря на высокую вёрткость подвеска флоуборда жёсткая  (в отличие от мягкой подвески скейтборда). Поэтому одновременно можно стабильно выполнять олли (как на обычном скейтборде), и иметь вёрткость карвингового скейтборда.
- Карвинг на скейтборде требует компромисса в жёсткости колёс. Жёсткие дают большую скорость на прямой, а мягкие дают лучшее сцепление в поворотах. Флоуборд позволяет установить более жёсткие колёса в центр и более мягкие по краям. В результате при прямой езде доска имеет максимальную скорость, а в поворотах максимальную управляемость.
- В отличие от лонгборда, флоуборд использует широкодоступные колёса от роликовых коньков.

## Недостатки
- Флоуборд не позволяет делать т.н. «памп» (разгон доски за счёт «выталкивания» её вперед).
- Из-за большой ширины деки на флоуборде сложно выполнять флипы (вращение доски ногами в воздухе). Также не получится делать некоторые гранд-трюки, так как флоуборд не сможет скользить на подвесках, как скейтборд.
- Угол подвески нельзя регулировать, поэтому вёрткость доски неизменна (в отличие от скейборда).
- На флоуборде давление обычно идет только на два колеса, в отличие от четырёх колес на скейтборде. Что требует более точного распределения веса и немного бо́льших усилий при линейном движении посредством мускульной силы. По этой причине флоуборд чаще всего используют при спусках с горы.

## Видео
Трюки на флоуборде